# Císařské duby v Kraslicích
Císařské duby v Kraslicích jsou dva památné stromy v Kraslicích v okrese Sokolov v Karlovarském kraji. Dvojice pyramidálních, nevysokých dubů letních (Quercus robur) roste v bývalém parčíku u fary, před novorománským kostelem Božího těla v centru města v nadmořské výšce 515 m. Mezi duby roste jedna vrba, která není chráněným památným stromem. Památné stromy nedosahují mimořádného vzrůstu, ale jsou ceněné pro svoji historii. Byly vysazeny v roce 1878 při školní slavnosti k 25. výročí svatby císaře Františka Josefa I. s Alžbětou Bavorskou, nazývanou císařovna Sisi. Duby mají nízký válcovitý kmen, nevýrazné kořenové náběhy, kuželovitý typ koruny. Koruny stromů sahají do výšky 20 m, 23 m, obvody kmenů měří 256 cm, 214 cm (měření 2010). Duby jsou chráněny od roku 2006 jako historicky důležité stromy.

## Stromy v okolí
- Borovice rumelská v Kraslicích (zaniklá)
- Klen u secesní vily
- Lípa v Krásné u Kraslic
- Sněženské lípy